# Яковенко Дмитро Валерійович
Дмитро Валерійович Яковенко (17 вересня 1992) — український легкоатлет, що спеціалізується у стрибках у висоту, учасник Олімпійських ігор 2016 року.

## Основні досягнення
| Рік  | Чемпіонат                     | Місце проведення         | Місце  | Результат |
| ---- | ----------------------------- | ------------------------ | ------ | --------- |
| 2013 | Чемпіонат Європи серед молоді | Тампере, Фінляндія       | 12     | 2.14 м    |
| 2015 | Чемпіонат світу               | Пекін, Китай             | 27 (q) | 2.26 м    |
| 2016 | Чемпіонат Європи              | Амстердам, Нідерланди    | 21 (q) | 2.19 м    |
| 2016 | Олімпійські ігри              | Ріо-де-Жанейро, Бразилія | 20 (q) | 2.26 м    |